# Canadian Team Handball Federation
Canadian Team Handball Federation ("CTHF ") ordnar med organiserad handboll i Kanada, och bildades 1962 samt inträdde i internationella handbollsförbundet samma år.
Förbundet är med i Pan-American Team Handball Federation, och består av röstande delegater från British Columbia, Alberta, Saskatchewan, Manitoba, Ontario, Québec, New Brunswick, och Newfoundland och Labrador.  Delegaterna indelas i tre kategorier. Alberta, Saskatchewan och Québec är fullvärdiga medlemmar, med tre roster på årsmötet. New Brunswick och Manitoba är associarade medlemmar, med två roster på årsmötet. British Columbia, Ontario, och Newfoundland Labrador är affiliaterade medlemmar med en röst på årsmötet.
I maj håller förbundet i nationella mästerskapsturneringar för herrar, damer och U-21-lag (herr och dam), där någon av medlemsprovinserna står för värdskapet.

### Fotnoter
1. ↑  ”Team Handball” (på engelska). Canadian Encylopedia. http://www.thecanadianencyclopedia.ca/en/article/team-handball/. Läst 17 mars 2018.
2. ↑  ”Canadian Team Handball Federation” (på engelska). International Handball Federation. http://www.ihf.info/en-us/theihf/continentalfederations/northamericaandthecaribbeanhandballconfederation(nachc)/listoffederations/canadianteamhandballfederation.aspx. Läst 17 mars 2018.